# NTW 20
 (février 2013).
Si vous disposez d'ouvrages ou d'articles de référence ou si vous connaissez des sites web de qualité traitant du thème abordé ici, merci de compléter l'article en donnant les références utiles à sa vérifiabilité et en les liant à la section « Notes et références ».

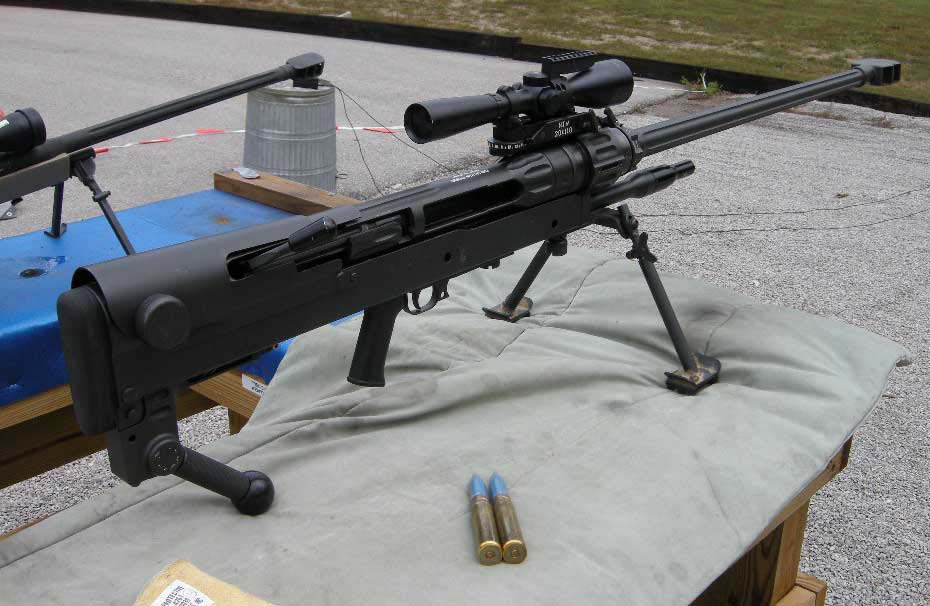
Un NTW 20.

Le Denel NTW 20 est un fusil de précision sud-africain développé dans les années 1990. C'est actuellement (2015) l'arme la plus puissante de sa gamme[réf. souhaitée], grâce à sa munition de calibre 20 mm. Il est utilisé pour des missions de destruction anti-matériel (blindés, hélicoptères...), ses performances étant bien trop grandes pour un usage antipersonnel. Sa munition de très fort calibre, propulsée à plus de 1 000 m/s, lui donne une énergie de plus de 50 000 joules en sortie de bouche. Il a été créé pour la lutte contre les aéronefs au sol, les mâts de télécommunications, les lignes électriques, les sites de lancement de missiles, les installations radar, les raffineries, les bunkers et autres objectifs.
Il est démontable et transportable par deux soldats en deux éléments distincts.

## Description
- Type : Fusil anti-matériel
- Calibre : 20 x 83,5 mm

```
           20 x 
110 
mm

         14.5 × 
114 
mm
```

- Mécanisme : à verrou
- Capacité du chargeur : 3 cartouches
- Portée pratique : 2 300 m
- Longueur : 2 015 mm
- Poids à vide : 26 kg
- Vélocité : ~ 1 000 m/s

## Utilisateurs
Le NTW 20 est en usage dans les Forces de défense d'Afrique du Sud (SANDF) depuis 1998.
Denel devait aussi fournir divers systèmes d'armes aux Forces armées indiennes, notamment des fusils anti-matériel et des canons automoteurs. Des accusations de rétrocommissions dans l'établissement d'un contrat sur les fusils anti-matériel lui ont valu d'être mis sur liste noire par le gouvernement. Ordnance Factory Tiruchirapalli (OFT), associé avec Defence Research and Development Organisation (DRDO), a ensuite commencé à développer son propre fusil antimatériel, appelé Vidhwansak qui est copié du NTW-20. Le développement du Vidhwansak a été terminé en novembre 2005.

## Dans la culture populaire
Jeux vidéos :
- - Call of Duty: Warzone, sous la dénomination de "ZRG 20mm"
  - Call of Duty: Black Ops Cold War, sous la dénomination de "ZRG 20mm"
  - ArmA 3
  - Roblox : Phantom Force, sous la dénomination de "NTW-20"
  - Metal gear solid 5 : The phantom pain sous la dénomination "Serval AMR-7"
  - Battlefield 2042, sous la dénomination de "NTW-50"

Dans les films :
- - District 9